# Capchi
El capchi, también denominado capchi de habas, es un plato de la gastronomía andina, típico del departamento de Cusco y Ayacucho.
El capchi o qapchi es un guiso similar al chupe, que se elabora a base de habas verdes, patatas, queso fresco, huevos, leche, hierbabuena, paico y huacatay. Existe una variación en la cual se incluyen setas.